# اسلینگ (تجهیزات سنگنوردی)

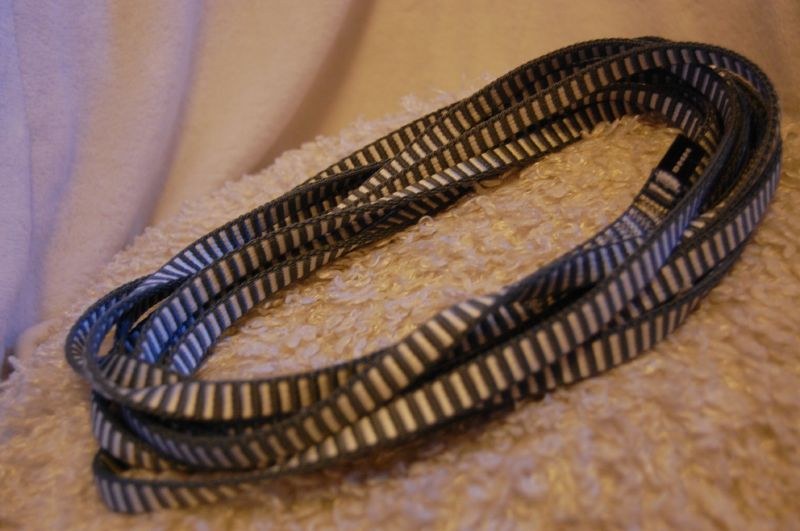
یک اسلینگ ۲۴۰ سانتی‌متری

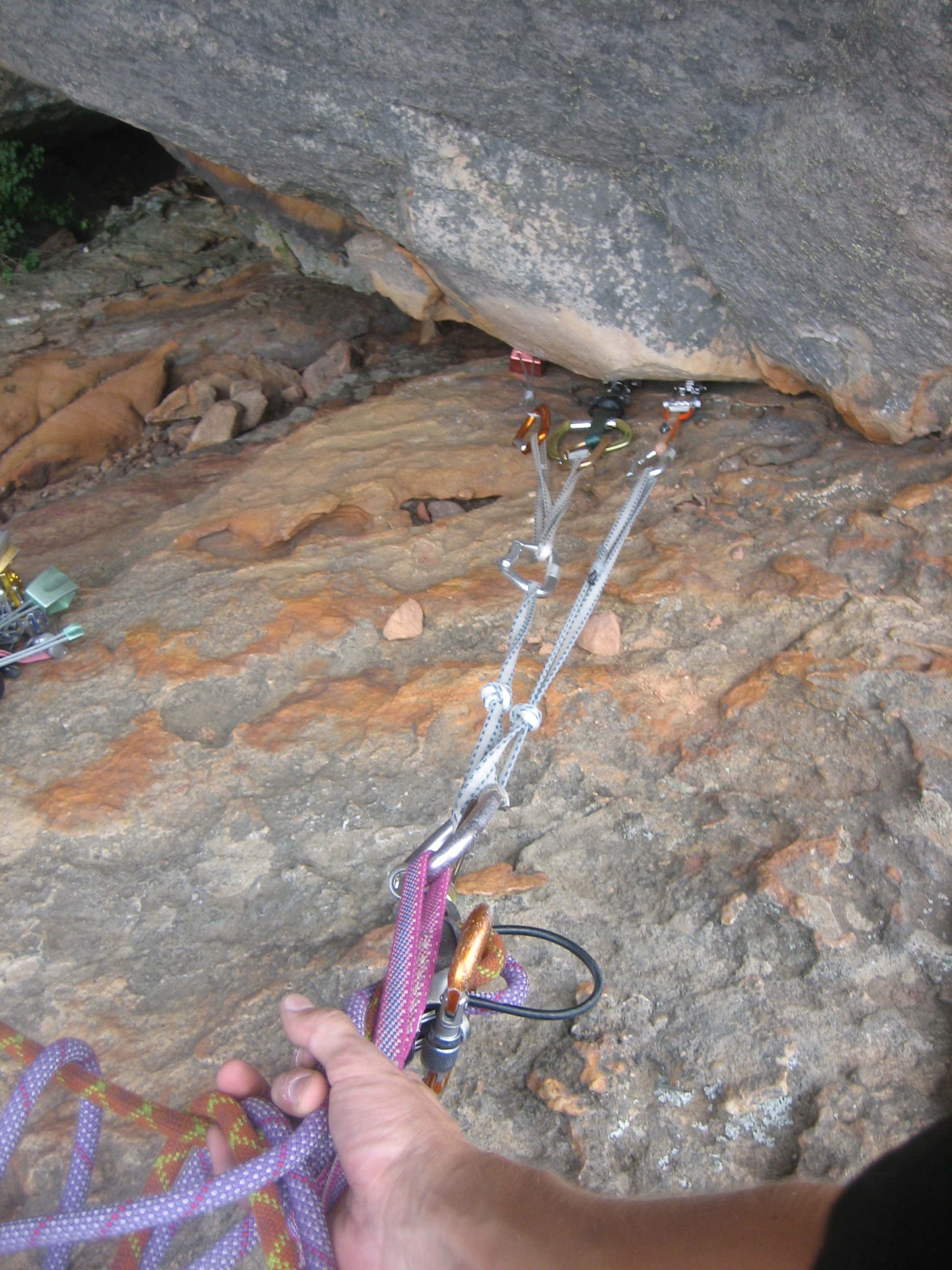
یک کارگاه سنگنوردی با استفاده از اسلینگ

اسلینگ یکی از تجهیزات سنگنوردی است که با متصل کردن دو سر یک نوار محکم به درست می‌شود. اسلینگ می‌تواند در بستن دور کمرهٔ یک صخره، اتصال به سایر تجهیزات، نصب کارگاه، جلوگیری از شکست طناب، ایجاد توازان در بازوهای کارگاه یا رد کردن طناب مورد استفاده قرار گیرد.